# QtParted
QtParted là một chương trình cho Linux dùng để tạo, xóa, thay đổi kích cỡ và quản lý các phân vùng đĩa cứng. QtParted sử dụng thư viện GNU Parted và xây dựng từ bộ công cụ Qt. Như GNU Parted, QtParted có khả năng thay đổi kích cỡ các phân vùng NTFS, bằng cách sử dụng tiện ích ntfsresize. QtParted không quản lý được các phân vùng LVM.
Nhóm phát triển QtParted không cung cấp một Live CD chính thức để sử dụng QtParted. Nhưng, QtParted có trong Ark Linux Live (nhóm phát triển Ark Linux đang bảo trì QtParted), và các bản phân phối Linux chạy trực tiếp khác như Knoppix, Kubuntu, MEPIS, NimbleX và Trinity Rescue Kit.
Dự án QtParted có vẻ như đã ngưng hoạt động. Không có phiên bản nào mới được ra mắt kể từ tháng 8 năm 2005, trang chủ dự án không được cập nhật, và diễn đàn không điều hành được.